# 두에뇨스 델 파라이소
《두에뇨스 델 파라이소》(스페인어: Dueños del paraíso)는 2015년 방영된 미국, 칠레의 텔레노벨라이다.